# Маслово (деревня, городской округ Кашира)
Маслово — деревня в городском округе Кашира Московской области.

## География
Находится в южной части Московской области на расстоянии приблизительно 24 км на юго-восток по прямой от железнодорожной станции Кашира.

## История
Известна с 1859 года, когда здесь (тогда сельцо) было 16 дворов. До 2015 года входила в состав сельского поселения Топкановского Каширского района.

## Население
Постоянное население составляло 165 жителей (1859), 155 в 2002 году (русские 90 %), 146 в 2010.